# Chemnitzer Fußballclub 2020-2021
Questa voce raccoglie le informazioni riguardanti il Chemnitzer Fußballclub nelle competizioni ufficiali della stagione 2020-2021.

## Stagione
Nella stagione 2020-2021 il Chemnitz, allenato da Daniel Berlinski, concluse il campionato di Regionalliga nordest al 10º posto. In Coppa di Germania il Chemnitz fu eliminato al primo turno dall'Hoffenheim.

## Rosa
| N. |                      | Ruolo | Calciatore         |
| -- | -------------------- | ----- | ------------------ |
| 1  | Rep. Ceca (bandiera) | P     | Jakub Jakubov      |
| 5  | Slovenia (bandiera)  | D     | Jovan Vidovič      |
| 6  | Grecia (bandiera)    | C     | Ioannis Karsanidis |
| 7  | Germania (bandiera)  | C     | Christian Bickel   |
| 8  | Turchia (bandiera)   | C     | Okan Kurt          |
| 9  | Germania (bandiera)  | A     | Danny Breitfelder  |
| 10 | Polonia (bandiera)   | C     | Riccardo Grym      |
| 11 | Germania (bandiera)  | A     | Benjika Caciel     |
| 14 | Germania (bandiera)  | C     | Tim Campulka       |
| 15 | Germania (bandiera)  | C     | Felix Schimmel     |
| 16 | Germania (bandiera)  | A     | Kevin Freiberger   |
| 17 | Germania (bandiera)  | A     | Lukas Knechtel     |

| N. |                       | Ruolo | Calciatore     |
| -- | --------------------- | ----- | -------------- |
| 18 | Germania (bandiera)   | C     | Stanley Keller |
| 19 | Germania (bandiera)   | D     | Lukas Aigner   |
| 20 | Slovacchia (bandiera) | C     | Roman Bekö     |
| 21 | Germania (bandiera)   | D     | Robert Zickert |
| 22 | Germania (bandiera)   | P     | David Wunsch   |
| 23 | Germania (bandiera)   | D     | Nils Köhler    |
| 27 | Germania (bandiera)   | A     | Theo Ogbidi    |
| 29 | Germania (bandiera)   | C     | Simon Roscher  |
| 31 | Germania (bandiera)   | D     | Paul Milde     |
| 32 | Germania (bandiera)   | A     | Andis Shala    |
| 33 | Germania (bandiera)   | P     | Isa Doğan      |
| 38 | Germania (bandiera)   | C     | Tobias Müller  |

## Organigramma societario
Area tecnica
- Allenatore: Daniel Berlinski
- Allenatore in seconda: Niklas Hoheneder, Christian Tiffert
- Preparatore dei portieri: Holger Hiemann, Thomas Köhler
- Preparatori atletici:
- Analisi video:

## Calciomercato

### Sessione estiva
| Acquisti | Acquisti          | Acquisti           | Acquisti |
| R.       | Nome              | da                 | Modalità |
| -------- | ----------------- | ------------------ | -------- |
| A        | Andis Shala       | Waldhof Mannheim   |          |
| C        | Felix Schimmel    | Norimberga II      |          |
| A        | Kevin Freiberger  | Sportfreunde Lotte |          |
| C        | Okan Kurt         | Adanaspor          |          |
| D        | Adis Omerbašić    | Bonner             |          |
| A        | Lukas Knechtel    | Wuppertal          |          |
| A        | Danny Breitfelder | Meuselwitz         |          |
| D        | Nils Köhler       | Lippstadt 08       |          |
| C        | Christian Bickel  | Zwickau            |          |
| A        | Theo Ogbidi       | Magdeburgo U19     |          |
| D        | Jovan Vidovič     | Weiche Flensburgo  |          |
| C        | Alexander Dartsch | Meuselwitz         |          |
| D        | Lukas Aigner      | Wacker Burghausen  |          |
| C        | Roman Bekö        | Chemnitz U19       |          |

| Cessioni | Cessioni                | Cessioni             | Cessioni |
| R.       | Nome                    | a                    | Modalità |
| -------- | ----------------------- | -------------------- | -------- |
| P        | Sönke Günther           | Amburgo II           |          |
| A        | Nils Blumberg           | Alemannia Aquisgrana |          |
| A        | Dejan Bozic             | Meppen               |          |
| D        | Adis Omerbašić          | Düren                |          |
| A        | Maximilian Oesterhelweg | Carl Zeiss Jena      |          |
| A        | Davud Tuma              | Kickers Offenbach    |          |
| C        | Matti Langer            | Carl Zeiss Jena      |          |
| D        | Sandro Sirigu           | Sonnenhof G.         |          |
| C        | Florian Krebs           | Borussia Dortmund II |          |
| C        | Erik Tallig             | Monaco 1860          |          |
| A        | Philipp Hosiner         | Dinamo Dresda        |          |
| D        | Clemens Schoppenhauer   | Oberneuland          |          |
| P        | Joshua Mroß             | Alemannia Aquisgrana |          |
| D        | Sören Reddemann         | Hallescher           |          |
| D        | Kostadin Velkov         | Atlas Delmenhorst    |          |
| A        | Tarsis Bonga            | Bochum               |          |
| A        | Noah Awuku              | Holstein Kiel        |          |
| D        | Lennard Maloney         | Union Berlino        |          |
| P        | David Wunsch            | Chemnitz U19         |          |

### Sessione invernale
| Acquisti | Acquisti | Acquisti | Acquisti |
| R.       | Nome     | da       | Modalità |
| -------- | -------- | -------- | -------- |

| Cessioni | Cessioni          | Cessioni   | Cessioni |
| R.       | Nome              | a          | Modalità |
| -------- | ----------------- | ---------- | -------- |
| C        | Alexander Dartsch | Meuselwitz |          |

## Risultati

### Regionalliga nordest

#### Girone di andata
| Arbitro: | Bartnitzki |

|             |           |                               |
| Dartsch 88’ | Marcatori | 53’ rdis Fərcad-Azad 81’ Hovi |

| Arbitro: | Kohnert |

|                     |           |            |
| Zimmermann 71’, 89’ | Marcatori | 74’ Müller |

| Arbitro: | Rauschenberg |

|            |           |  |
| Müller 49’ | Marcatori |  |

| Arbitro: | Wilske |

|                 |           |                |
| Wilton 44’, 67’ | Marcatori | 2’, 59’ Bickel |

| Arbitro: | Ostrin |

|                                                      |           |                     |
| Freiberger 19’ Bickel 28’ (rig.) Campulka 74’ (rig.) | Marcatori | 22’ Putze 47’ Ciapa |

| Arbitro: | Jessen |

|              |           |            |
| Salewski 30’ | Marcatori | 70’ Bickel |

| Arbitro: | Rauschenberg |

|  |           |                          |
|  | Marcatori | 39’ (rig.) Garbuschewski |

| Arbitro: | Burghardt |

|             |           |  |
| Ngankam 57’ | Marcatori |  |

| Arbitro: | Kluge |

|                                           |           |                       |
| Freiberger 49’, 74’ Bickel 51’ Müller 87’ | Marcatori | 2’ Tezel 13’ Abu-Alfa |

| Arbitro: | Müller |

|                      |           |            |
| Verkamp 61’ Wolf 72’ | Marcatori | 45’ Bickel |

| Arbitro: | Ostrin |

|                                                    |           |  |
| Freiberger 42’ Campulka 51’ (rig.) Breitfelder 57’ | Marcatori |  |

| Arbitro: | Sather |

|  |           |                                                 |
|  | Marcatori | 36’ (rig.) Shala 47’ Freiberger 62’ (rig.) Kurt |

| Arbitro: | Klemm |

|                            |           |  |
| Kirstein 55’ Mvibudulu 63’ | Marcatori |  |

| 8 novembre 2020, ore CET 14ª giornata | Chemnitz | – non disputata | Optik Rathenow |  |

| 21 novembre 2020, ore CET 15ª giornata | Energie Cottbus | – non disputata | Chemnitz |  |

| 29 novembre 2020, ore CET 16ª giornata | Chemnitz | – non disputata | Altglienicke |  |

| 6 dicembre 2020, ore CET 17ª giornata | TeBe Berlino | – non disputata | Chemnitz |  |

| 13 dicembre 2020, ore CET 18ª giornata | Chemnitz | – non disputata | Lichtenberg 47 |  |

| 20 dicembre 2020, ore CET 19ª giornata | Meuselwitz | – non disputata | Chemnitz |  |

#### Girone di ritorno
| 24 gennaio 2021, ore CET 20ª giornata | Viktoria Berlino | – non disputata | Chemnitz |  |

| 31 gennaio 2021, ore CET 21ª giornata | Chemnitz | – non disputata | VfB Auerbach |  |

| 7 febbraio 2021, ore CET 22ª giornata | Germania Halberstadt | – non disputata | Chemnitz |  |

| 14 febbraio 2021, ore CET 23ª giornata | Chemnitz | – non disputata | Babelsberg |  |

| 21 febbraio 2021, ore CET 24ª giornata | Union Fürstenwalde | – non disputata | Chemnitz |  |

| 28 febbraio 2021, ore CET 25ª giornata | Chemnitz | – non disputata | Lokomotive Lipsia |  |

| 7 marzo 2021, ore CET 26ª giornata | BFC Dynamo | – non disputata | Chemnitz |  |

| 14 marzo 2021, ore CET 27ª giornata | Chemnitz | – non disputata | Hertha Berlino II |  |

| 21 marzo 2021, ore CET 28ª giornata | Berliner AK 07 | – non disputata | Chemnitz |  |

| 4 aprile 2021, ore CEST 29ª giornata | Chemnitz | – non disputata | Carl Zeiss Jena |  |

| 11 aprile 2021, ore CEST 30ª giornata | Luckenwalde | – non disputata | Chemnitz |  |

| 18 aprile 2021, ore CEST 31ª giornata | Chemnitz | – non disputata | Bischofswerdaer |  |

| 25 aprile 2021, ore CEST 32ª giornata | Chemnitz | – non disputata | Chemie Lipsia |  |

| 2 maggio 2021, ore CEST 33ª giornata | Optik Rathenow | – non disputata | Chemnitz |  |

| 9 maggio 2021, ore CEST 34ª giornata | Chemnitz | – non disputata | Energie Cottbus |  |

| 16 maggio 2021, ore CEST 35ª giornata | Altglienicke | – non disputata | Chemnitz |  |

| 30 maggio 2021, ore CEST 36ª giornata | Chemnitz | – non disputata | TeBe Berlino |  |

| 6 giugno 2021, ore CEST 37ª giornata | Lichtenberg 47 | – non disputata | Chemnitz |  |

| 13 giugno 2021, ore CEST 38ª giornata | Chemnitz | – non disputata | Meuselwitz |  |

### Coppa di Germania
| Arbitro: | Hanslbauer |

|                                        |                      |                                                  |
| Freiberger 59’ Bickel 100’             | Marcatori            | 48’, 111’ (rig.) Kramarić                        |
| Grym Müller Freiberger Campulka Bickel | Tiri di rigore 2 – 3 | Kramarić Belfodil Gaćinović Bičakčić Baumgartner |

## Statistiche

### Statistiche di squadra
| Competizione      | Punti | In casa | In casa | In casa | In casa | In casa | In casa | In trasferta | In trasferta | In trasferta | In trasferta | In trasferta | In trasferta | Totale | Totale | Totale | Totale | Totale | Totale | DR |
| Competizione      | Punti | G       | V       | N       | P       | Gf      | Gs      | G            | V            | N            | P            | Gf           | Gs           | G      | V      | N      | P      | Gf     | Gs     | DR |
| ----------------- | ----- | ------- | ------- | ------- | ------- | ------- | ------- | ------------ | ------------ | ------------ | ------------ | ------------ | ------------ | ------ | ------ | ------ | ------ | ------ | ------ | -- |
| Regionalliga      | 17    | 6       | 4       | 0       | 2       | 12      | 7       | 7            | 1            | 2            | 4            | 8            | 10           | 13     | 5      | 2      | 6      | 20     | 17     | +3 |
| Coppa di Germania | -     | 1       | 0       | 1       | 0       | 2       | 2       | 0            | 0            | 0            | 0            | 0            | 0            | 1      | 0      | 1      | 0      | 2      | 2      | 0  |
| Totale            | 17    | 7       | 4       | 1       | 2       | 14      | 9       | 7            | 1            | 2            | 4            | 8            | 10           | 14     | 5      | 3      | 6      | 22     | 19     | +3 |

### Andamento in campionato
| Giornata  | 1  | 2  | 3  | 4  | 5 | 6 | 7  | 8  | 9  | 10 | 11 | 12 | 13 | 14 | 15 | 16 | 17 | 18 | 19 | 20 | 21 | 22 | 23 | 24 | 25 | 26 | 27 | 28 | 29 | 30 | 31 | 32 | 33 | 34 | 35 | 36 | 37 | 38 |
| --------- | -- | -- | -- | -- | - | - | -- | -- | -- | -- | -- | -- | -- | -- | -- | -- | -- | -- | -- | -- | -- | -- | -- | -- | -- | -- | -- | -- | -- | -- | -- | -- | -- | -- | -- | -- | -- | -- |
| Luogo     | C  | T  | C  | T  | C | T | C  | T  | C  | T  | C  | T  | T  | C  | T  | C  | T  | C  | T  | T  | C  | T  | C  | T  | C  | T  | C  | T  | C  | T  | C  | C  | T  | C  | T  | C  | T  | C  |
| Risultato | P  | P  | V  | N  | V | N | P  | P  | V  | P  | V  | V  | P  |    |    |    |    |    |    |    |    |    |    |    |    |    |    |    |    |    |    |    |    |    |    |    |    |    |
| Posizione | 14 | 15 | 14 | 15 | 9 | 9 | 10 | 15 | 11 | 14 | 11 | 9  | 10 | 10 | 10 | 10 | 10 | 10 | 10 | 10 | 10 | 10 | 10 | 10 | 10 | 10 | 10 | 10 | 10 | 10 | 10 | 10 | 10 | 10 | 10 | 10 | 10 | 10 |

Legenda:

Luogo: C = Casa; T = Trasferta. Risultato: V = Vittoria; N = Pareggio; P = Sconfitta.

### Statistiche dei giocatori
| Giocatore      | Regionalliga | Regionalliga | Regionalliga | Regionalliga | Coppa di Germania | Coppa di Germania | Coppa di Germania | Coppa di Germania | Totale   | Totale | Totale      | Totale     |
| Giocatore      | Presenze     | Reti         | Ammonizioni  | Espulsioni   | Presenze          | Reti              | Ammonizioni       | Espulsioni        | Presenze | Reti   | Ammonizioni | Espulsioni |
| -------------- | ------------ | ------------ | ------------ | ------------ | ----------------- | ----------------- | ----------------- | ----------------- | -------- | ------ | ----------- | ---------- |
| L. Aigner      | 8            | 0            | 0            | 1            | 0                 | 0                 | 0                 | 0                 | 8        | 0      | 0           | 1          |
| R. Bekö        | 5            | 0            | 0            | 0            | 0                 | 0                 | 0                 | 0                 | 5        | 0      | 0           | 0          |
| C. Bickel      | 11           | 6            | 3            | 0            | 1                 | 1                 | 1                 | 0                 | 12       | 7      | 4           | 0          |
| D. Breitfelder | 12           | 1            | 1            | 0            | 1                 | 0                 | 0                 | 0                 | 13       | 1      | 1           | 0          |
| B. Caciel      | 0            | 0            | 0            | 0            | 0                 | 0                 | 0                 | 0                 | 0        | 0      | 0           | 0          |
| T. Campulka    | 11           | 2            | 3            | 1            | 1                 | 0                 | 0                 | 0                 | 12       | 2      | 3           | 1          |
| A. Dartsch     | 10           | 1            | 1            | 0            | 1                 | 0                 | 0                 | 0                 | 11       | 1      | 1           | 0          |
| I. Doğan       | 0            | 0            | 0            | 0            | 0                 | 0                 | 0                 | 0                 | 0        | 0      | 0           | 0          |
| K. Freiberger  | 13           | 5            | 0            | 0            | 1                 | 1                 | 0                 | 0                 | 14       | 6      | 0           | 0          |
| R. Grym        | 5            | 0            | 3            | 0            | 1                 | 0                 | 1                 | 0                 | 6        | 0      | 4           | 0          |
| N. Hoheneder   | 13           | 0            | 1            | 0            | 1                 | 0                 | 0                 | 0                 | 14       | 0      | 1           | 0          |
| J. Jakubov     | 13           | 0            | 0            | 0            | 1                 | 0                 | 0                 | 0                 | 14       | 0      | 0           | 0          |
| I. Karsanidis  | 1            | 0            | 0            | 0            | 0                 | 0                 | 0                 | 0                 | 1        | 0      | 0           | 0          |
| S. Keller      | 0            | 0            | 0            | 0            | 0                 | 0                 | 0                 | 0                 | 0        | 0      | 0           | 0          |
| L. Knechtel    | 9            | 0            | 0            | 0            | 0                 | 0                 | 0                 | 0                 | 9        | 0      | 0           | 0          |
| O. Kurt        | 10           | 1            | 1            | 0            | 1                 | 0                 | 1                 | 0                 | 11       | 1      | 2           | 0          |
| N. Köhler      | 13           | 0            | 0            | 0            | 1                 | 0                 | 0                 | 0                 | 14       | 0      | 0           | 0          |
| P. Milde       | 13           | 0            | 2            | 0            | 1                 | 0                 | 0                 | 0                 | 14       | 0      | 2           | 0          |
| T. Müller      | 10           | 3            | 1            | 1            | 1                 | 0                 | 0                 | 0                 | 11       | 3      | 1           | 1          |
| T. Ogbidi      | 12           | 0            | 4            | 0            | 1                 | 0                 | 0                 | 0                 | 13       | 0      | 4           | 0          |
| S. Roscher     | 5            | 0            | 1            | 0            | 1                 | 0                 | 0                 | 0                 | 6        | 0      | 1           | 0          |
| F. Schimmel    | 6            | 0            | 2            | 0            | 1                 | 0                 | 1                 | 0                 | 7        | 0      | 3           | 0          |
| A. Shala       | 4            | 1            | 1            | 0            | 0                 | 0                 | 0                 | 0                 | 4        | 1      | 1           | 0          |
| J. Vidovič     | 6            | 0            | 0            | 0            | 0                 | 0                 | 0                 | 0                 | 6        | 0      | 0           | 0          |
| D. Wunsch      | 0            | 0            | 0            | 0            | 0                 | 0                 | 0                 | 0                 | 0        | 0      | 0           | 0          |
| R. Zickert     | 0            | 0            | 0            | 0            | 0                 | 0                 | 0                 | 0                 | 0        | 0      | 0           | 0          |